# Jacques Stuart (1476-1504)
Pour les articles homonymes, voir Jacques Stuart et Stuart.
 (février 2017).
Si vous disposez d'ouvrages ou d'articles de référence ou si vous connaissez des sites web de qualité traitant du thème abordé ici, merci de compléter l'article en donnant les références utiles à sa vérifiabilité et en les liant à la section « Notes et références ».
Titre
Héritier présomptif au trône d'Écosse
1488 – 1504
Jacques Stuart, duc de Ross (mars 1476 – janvier 1504) fut héritier du trône d'Écosse.
Il était le fils cadet du roi Jacques III.

## Biographie
Jacques fut fait marquis d'Ormond à son baptême. Il fut créé comte de Ross en 1481 après que le titre ait été confisqué à Jean II MacDonald, Seigneur des Îles.
De ses trois fils, Jacques était le préféré du roi Jacques III, qui essaya même de le marier à la fille du roi Édouard IV d'Angleterre, Catherine d'York. Cette préférence accrue du roi fut une des causes de la rébellion du duc de Rothesay (le futur Jacques IV) contre son père ; plus tard, Jacques IV douta fortement de la loyauté de son frère.
Néanmoins, lorsque le duc de Rothesay accéda au trône en 1488, il éleva le comte de Ross à la dignité de duc de Ross.
Vers mai 1497, Jacques de Ross fut nommé par son frère le roi archevêque de St Andrews. Le roi Jacques voulait empêcher ainsi son frère de se rebeller. De plus, Jacques de Ross était encore mineur et donc les revenus de l'archevêché étaient contrôlés par le roi Jacques IV.
Le duc de Ross fut nommé Lord chancelier d'Écosse en 1502. Il mourut en janvier 1504. Sa mort laissa Jacques IV sans héritier présomptif.